# Yeni Havuş
Yeni Havuş è un comune dell'Azerbaigian situato nel distretto di Şərur.  